# Margot Hanel

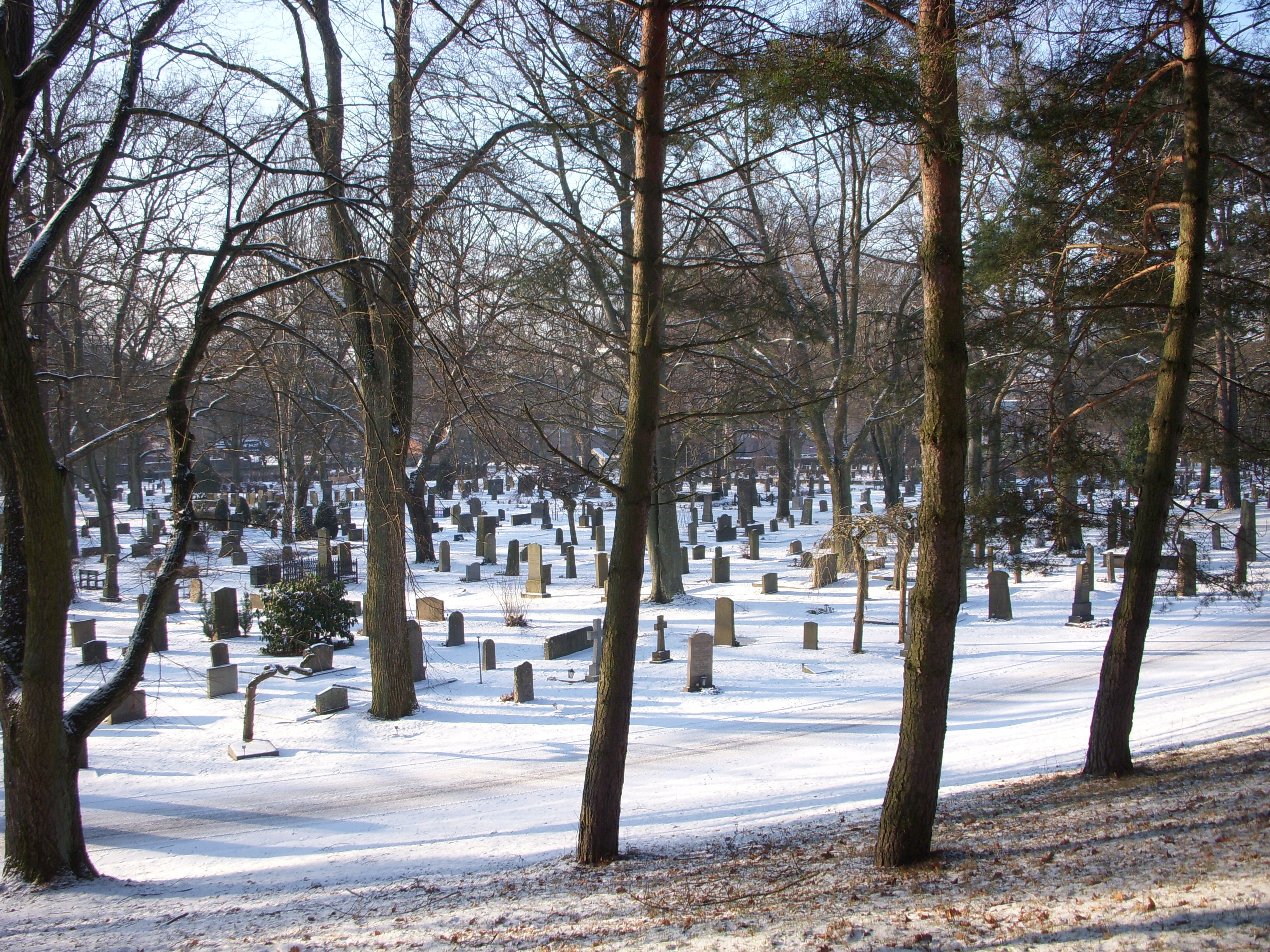
Le cimetière nord de Solna, où sont enterrées les cendres de Margot Hanel.

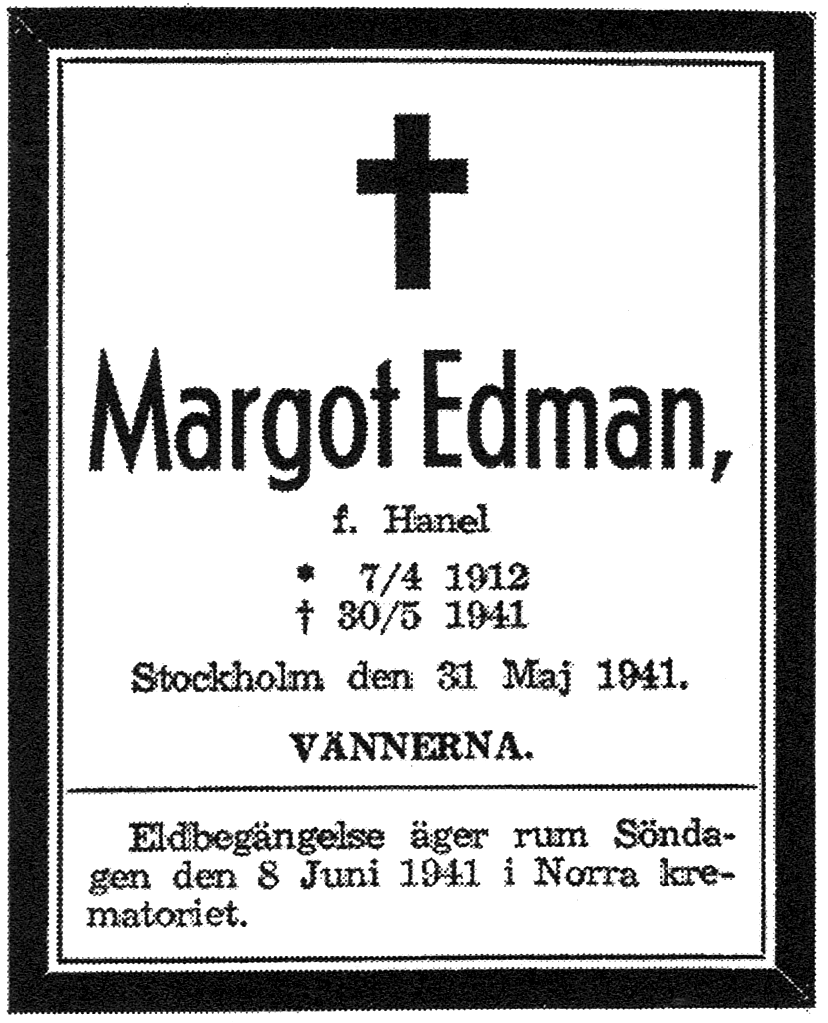
Avis de décès de Margot Edmans (née Hanel).

Margot Leonie Edman, née Hanel le 7 avril 1912 à Berlin, décédée le 30 mai 1941 à Stockholm, est la compagne de vie de l'écrivaine Karin Boye. Elles ont vécu ensemble dans les années 1934-1941. Hanel est d'origine juive et, après la prise du pouvoir par les nazis en 1933, Boye l'aide à émigrer en Suède. En Suède, elle suit une formation de relieuse et commence une formation de puéricultrice. Un peu plus d'un mois après le suicide de Boye, elle se suicide à son tour.

## Biographie

### Vie en Allemagne
Margot Hanel et ses quatre frères et sœurs ont grandi dans un environnement bourgeois à Berlin. Elle a deux frères et deux sœurs (Gerda et Charlotte, mariées à Helbig), un père chrétien et une mère juive. Margot Hanel rencontre Karin Boye pour la première fois en 1932 lors d'une soirée lesbienne dans la ville. Boye avait alors déjà admis sa propre homosexualité. Selon Kajsa Höglund, une amie de Boye qui partageait occasionnellement un appartement avec elle à Berlin, Karin Boye était la première relation d'amour physique de Margot. Elle aurait aussi été la première à aimer Karin Boye pour elle-même et non parce qu'elle était une écrivaine célèbre.
Que Karin Boye se soit retrouvée à Berlin n'était pas tout à fait inattendu. Elle avait également eu auparavant une attirance pour l'allemand et son grand-père Eduard Boye (sv) était allemand. À Berlin, elle a également travaillé avec Frida Uhl, précédemment mariée à August Strindberg. Boye a traduit le travail d'Uhl en suédois.
L'origine juive de Margot Hanel - sa mère était juive - aurait des conséquences. Après l'arrivée au pouvoir du régime hitlérien en 1933 et pendant l'année d'un régime de plus en plus totalitaire, elle a dû prendre des mesures pour éviter la persécution.

### Exil et vie en Suède
Boye s'arrange pour que Hanel vienne la rejoindre en Suède. Là, elle est obligée de contracter un mariage de complaisance avec un Suédois pour obtenir la nationalité suédoise. Margot Hanel partage la vie de Boye pendant sept ans, dans un appartement au numéro 102 Skeppargatan (en)  dans le quartier de Gärdet à Stockholm. Dès 1934, Karin Boye décrit sa partenaire de vie (dans une lettre au dramaturge Ebbe Linde (sv)) comme « ma femme ». Margot Hanel étudie ensuite à la Birkagårdens folkhögskola (sv). Elle suit une formation en puériculture et fait un apprentissage de relieuse.
La relation entre Karin Boye et Margot Hanel ne se passe pas entièrement sans problèmes. Les biographes de Karin Boye ont témoigné des personnalités différentes de l'une et de l'autre, ce qui n'enlève cependant rien aux liens forts qui les unissent. Après une période conflictuelle dans la relation, Margot Hanel rentra chez elle à Berlin en septembre 1934. Après, entre autres, une période de maladie, elle revient en Suède trois mois plus tard, période que Boye utilise pour travailler plus avant sur son livre (Kris (sv)). Boye explique plus tard dans une lettre à Ebbe Linde que la crise dans leur relation s'était réglée. Elle décrit dans la lettre comment les relations en général et le type de relation entre elle et Hanel en particulier ressemble à une loterie, mais qu'elle avait du mal à imaginer « un destin qui pourrait être pire que d'être condamnée à la solitude éternelle ».

### Fin de vie
Peu de temps après la mort de Boye, Hanel s'est également suicidée, par empoisonnement au gaz d'une cuisinière. Elle est emmenée à l'hôpital Serafimerlasarettet (sv), où elle meurt. Elle est incinérée, selon les instructions de son testament, et enterrée au cimetière du Nord à  Solna.

## Conséquences
Bien que la famille Boye semble accepter l'orientation lesbienne de leur fille, sa relation avec Margot Hanel est dissimulée après sa mort. La correspondance des deux femmes est brûlée peu de temps après la mort de Boye. Pia Garde (sv) écrit en 1993 dans le magazine Parnass (sv) que la mère de Karin Boye, Signe, était une spiritualiste et qu'elle disait avoir reçu des directives de Boye pour détruire toutes les lettres et poèmes qu'elle avait écrits à Margot Hanel.
Même après sa mort, Margot Hanel a été traitée avec distance et ostracisation. Margit Abenius (sv), dans sa biographie de Boye (Drabbad av renhet) parue en 1950, décrit Hanel comme « ni intellectuelle ni intelligente, n'avait absolument aucune ressource spirituelle qui se rapprochait même de celle de Karin Boye » et concernant son éducation indique qu'elle serait née en un mariage malheureux de type mixte. Pia Garde explique au contraire en 1989 que les cinq frères et sœurs au total « avaient grandi dans un foyer strict mais assez heureux » et qu'au moins trois des frères et sœurs vivaient dans des « conditions dites normales », étant mariés avec des enfants et des petits-enfants.
À l'occasion du 70e anniversaire de la mort de Karin Boye, un panneau est apposé sur la maison où les deux femmes ont vécu les huit dernières années de leur vie à partir de 1934. Le panneau comporte le poème Till dig, dédié à Margot Hanel.

### Biographie
- Pia Garde, Karin Boye och människorna omkring henne, 2011 (ISBN 978-91-7247-284-6 et 91-7247-284-7, OCLC 768794899).